# Ivor Maxse
Frederick Ivor Maxse, né le 22 décembre 1862 à Londres en Angleterre et mort le 28 janvier 1958 à Midhurst dans le comté de Sussex, est un général britannique de la Première Guerre mondiale, réputé pour ses méthodes d'entraînement innovantes.

## Biographie

### Jeunesse
Ivor Maxse naît le 22 décembre 1862 à Londres. Il est l'aîné d'une fratrie de quatre enfants, issue du mariage de l'amiral Frederick Augustus Maxse (1833-1900) et de Cecilia Steel, fille d'un colonel de l'armée indienne. Sa grand-mère maternelle, Caroline FitzHardinge, est la fille du comte Frederick Berkeley, 5e du nom. Il est également le neveu d'Henry Berkeley Fitzhardinge Maxse, gouverneur de Terre-Neuve. 
De 1875 à 1877, le jeune Ivor étudie à l'école préparatoire de Mr Lake à Caterham, dans le comté de Surrey ; il est ensuite élève à la Rugby School de 1877 à 1880 puis à l'académie militaire de Sandhurst de 1881 à 1882.

### Carrière militaire dans les colonies
Maxse est incorporé aux Royal Fusiliers en septembre 1882 et est promu capitaine en octobre 1889. Dans l'intervalle, il sert en Inde avec le 2e bataillon de son régiment. Il est transféré aux Coldstream Guards en mai 1891 et sert brièvement ― de 1893 à 1894 ― en qualité d'aide de camp du général Arthur Fremantle à Malte. 
Sa première affectation importante intervient trois ans plus tard lorsqu'il est envoyé auprès de l'armée égyptienne avec le grade de major. C'est à cette époque qu'il participe à la guerre des mahdistes, notamment aux batailles d'Atbara et d'Omdurman en 1898. En novembre 1899, il commande le 13e bataillon soudanais au cours des opérations qui conduisent à la défaite des troupes mahdistes lors de la bataille d'Umm Diwaykarat. En reconnaissance de ses services, Maxse est promu lieutenant-colonel le 14 mars 1900.
Il est dépêché dans la foulée en Afrique du Sud où la seconde guerre des Boers fait rage. Au sein de l'état-major britannique, il s'occupe des questions relatives au transport et devient par ailleurs chef de la police de Pretoria après la prise de cette ville. Rentré en Angleterre quelques mois plus tard pour raisons de santé, il dirige le 2e bataillon des Coldstream Guards de 1903 à 1907, étant nommé colonel breveté en 1905. En 1910, il prend la tête de la 1re brigade des Guards en tant que brigadier-général.

### Durant la Première Guerre mondiale
Au commencement de la Première Guerre mondiale, la brigade de Maxse fait partie du corps expéditionnaire britannique déployé en France et prend part à la bataille de l'Aisne en septembre 1914. À la fin du mois, Maxse est rappelé en Angleterre pour superviser l'entraînement de la 18e division d'infanterie, composée de volontaires londoniens et du sud-est du pays. Les méthodes innovantes qu'il introduit dans la formation des soldats font très vite la preuve de leur efficacité, à telle enseigne que son supérieur, le général Hubert Gough, considère la 18e division comme l'une des meilleures unités de l'armée. 

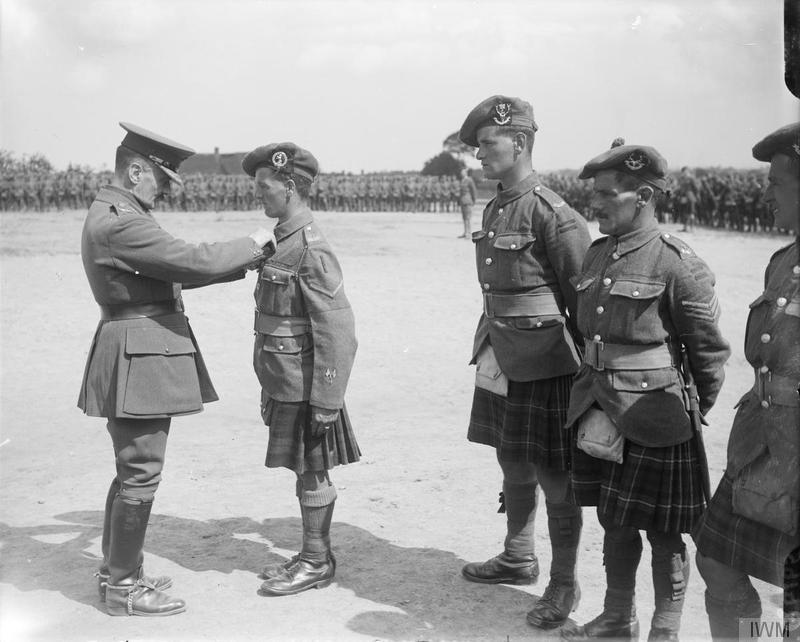
Le général Maxse (à gauche) décorant des soldats écossais de la brigade d'infanterie à Saint-Jean-aux-Joncs en août 1917.

Débarquée en France au milieu de l'année 1915, cette dernière, sous les ordres de Maxse, s'illustre particulièrement le premier jour de la bataille de la Somme (1er juillet 1916) en atteignant tous ses objectifs sur le flanc droit du dispositif britannique. Dans les mois qui suivent, les hommes de Maxse jouent un rôle important à la bataille de la crête de Thiepval et à celle des hauteurs de l'Ancre. Début 1917, Maxse est nommé lieutenant-général à titre temporaire et reçoit le commandement du 18e corps d'armée, qu'il dirige à la bataille de Passchendaele de juillet à novembre. 
Ses troupes prennent également une part active aux combats livrés durant l'offensive allemande du printemps 1918. Le 22 mars au matin, le général Gough, chef de la 5e armée à laquelle appartient le 18e corps, transmet à ses subordonnés des instructions écrites les autorisant à se replier en direction de la Somme dans le cas où la pression allemande serait trop forte ; dans le même temps, les chefs de corps sont informés de l'arrivée imminente de renforts français ainsi que de l'intention de Gough de replier le 3e corps de la ligne de front pour constituer une réserve. Lorsqu'il prend connaissance des directives de son supérieur aux alentours de midi, Maxse ordonne néanmoins un repli immédiat, sans même s'assurer d'un soutien d'artillerie. Les hommes du 18e corps repassent la Somme dans la soirée. Mis au courant de la situation, Gough tente vainement de stopper la manœuvre de Maxse ; en conséquence, le 19e corps du général Herbert Watts est contraint de reculer à son tour, créant une brèche dans laquelle s'engouffre les troupes allemandes. Le commandant du 18e corps parvient toutefois à se maintenir sur la Somme en dépit du commandement français qui insiste pour que le général anglais se joigne à leur mouvement de retraite vers le sud-ouest.
En avril 1918, Maxse quitte les champs de bataille pour exercer les fonctions d'inspecteur général de l'entraînement des troupes britanniques en France. À ce poste, il impose une standardisation des pratiques en accoutumant les soldats aux nouvelles tactiques d'assaut, inspirées de celles de l'armée allemande que Maxse a pu observer lors de son séjour sur le front. Entre autres réformes, il fait le choix en septembre d'augmenter la taille des pelotons d'infanterie qui passent de trois sections à quatre (dont deux équipées de mitrailleuses Lewis), annulant ainsi une décision prise en juin. L'influence des méthodes de Maxse contribue pour une large part aux succès remportés par les Britanniques au cours de l'offensive des Cent-Jours.

### Après la guerre
De 1919 à 1923, Maxse est officier général commandant pour le district du Nord de l'Angleterre, position dans laquelle il appuie les travaux d'un de ses subordonnés, le capitaine Basil Henry Liddell Hart, futur historien et stratège militaire de renom. Élevé au grade de général (full general en anglais) en juin 1923, il prend sa retraite en 1926. Depuis son domaine de Little Bognor dans le Sussex de l'Ouest, il fonde alors sa propre entreprise de culture de fruits, la Maxey Fruit Company, qui rencontre un vif succès. Il conserve en outre jusqu'en 1932 son titre de colonel du régiment de Middlesex qu'il a obtenu en 1921.
Sérieusement diminué par une attaque cérébrale en 1956, le général Maxse est admis dans un établissement de santé à Pendean, près du village de West Lavington dans le Sussex, où il meurt le 28 janvier 1958 à l'âge de 95 ans. Il est inhumé à Fittleworth (Sussex).

## Personnalité
Dans ses mémoires, Liddell Hart décrit Maxse de la façon suivante : 

« … petit, la mine sombre, le teint cireux, des yeux petits et profonds et une longue moustache tombante [lui donnaient] l'air d'un chef tartare, d'autant plus à propos que le terme de « tartare » convenait parfaitement à sa façon de traiter les supérieurs et les subordonnés qu'il jugeait paresseux ou inefficaces. […] Maxse saisissait les éléments pertinents de n'importe quelle idée avec une rapidité fulgurante, même s'il lui arrivait parfois de se tromper sur certains points en raison d'un examen trop hâtif. Ses manières féroces dissimulaient une nature très chaleureuse, et il appréciait tout particulièrement les gens qui montraient qu'ils n'avaient pas peur de lui. Il était toujours prêt à encourager et à mettre en pratique de nouvelles idées. »

L'historien Correlli Barnett considère Maxse comme l'« un des meilleurs officiers de sa génération » et le qualifie d'« homme original, entreprenant et doté d'une formidable personnalité ».